# 12846 Фуллертон
12846 Фуллертон (12846 Fullerton) — астероїд головного поясу, відкритий 28 червня 1997 року.
Тіссеранів параметр щодо Юпітера — 3,226.